# Гелліони
Гелліони (англ. The Hellions) — британський пригодницький фільм 1961 року режисера Кена Аннакіна.  У фільмі знімались Річард Тодд, Енн Обрі, Лайонел Джеффріс, Рональд Фрейзер та Колін Блейклі. Події розгортаються у Південній Африці, де фільм в дійсності був знятий. 

## Сюжет
Правоохоронець Сем Гаргіс (Річард Тодд) бореться зі злочинцями в Південній Африці, коли Люк Біллінгс (Лайонел Джеффріс) та його чотири сини приїздять до міста, щоб помститися Гаргісу за те, що він вичавив Біллінга з міста. Спочатку місцеві жителі відмовляються зайняти бік Гаргісу, кажучи, що це його виключно його справа. Однак після того, як Біллінгс вбиває двох пересічних мешканців, інші жителі беруть у руки зброю, та вбивають усіх Біллінгсів. Під час першої сутички з Гаргісом, Люк Біллінгс падає з даху та вмирає.

## У ролях
- Річард Тодд - Сема Гаргіс
- Енн Обрі - Пріс Доббс
- Джеймі Юйс - Ерні Доббс
- Марті Уайльд - Джон Біллінгс
- Лайонел Джеффріс - Люк Біллінгс
- Джеймс Бут - Джубал Біллінгс
- Ел Малок - Марк Біллінгс
- Колін Блейклі - Метью Біллінгс
- Рональд Фрейзер - Френк
- Зена Уокер - Джулі Гаргіс